# Чики Бегиристаин
Чики Бегиристаин (12. август 1964) бивши је шпански фудбалер.

## Каријера
Током каријере играо је за Реал Сосиједад, Барселона, Депортиво ла Коруња и Урава ред дајмондс.

## Репрезентација
За репрезентацију Шпаније дебитовао је 1988. године. Са репрезентацијом Шпаније наступао је на Светском првенству 1994. године. За национални тим укупно је одиграо 22 утакмице и постигао  6 голова.

## Статистика
| Шпанија | Шпанија | Шпанија |
| Год.    | Ута.    | Гол.    |
| ------- | ------- | ------- |
| 1988    | 6       | 0       |
| 1989    | 2       | 1       |
| 1990    | 1       | 0       |
| 1991    | 1       | 0       |
| 1992    | 3       | 3       |
| 1993    | 4       | 1       |
| 1994    | 5       | 1       |
| Укупно  | 22      | 6       |